# Namibomeces laticornis
Namibomeces laticornis är en skalbaggsart som beskrevs av Karl Adlbauer 2001. Namibomeces laticornis ingår i släktet Namibomeces och familjen långhorningar. Inga underarter finns listade i Catalogue of Life.